# Picciottoknausane
Die Picciottoknausane (norwegisch; russisch Нунатаки Мечникова Nunataki Metschnikowa, deutsch ‚Metschnikow-Nunatakker‘) sind eine 25 km lange Reihe von Nunatakkern im ostantarktischen Königin-Maud-Land. Sie ragen südlich des Skirfonna im östlichen Teil der Sør Rondane auf.
Wissenschaftler des Norwegischen Polarinstituts benannten sie 1973 nach Edgard E. Picciotto, Glaziologe des United States Antarctic Research Program auf der Amundsen-Scott-Südpolstation von 1962 bis 1963 sowie Teilnehmer an Traversexpeditionen durch das Königin-Maud-Land zum geografischen Südpol zwischen 1964 und 1965 bzw. 1965 und 1966. Russische Wissenschaftler benannten sie dagegen nach dem russischen Geographen Lew Iljitsch Metschnikow (1838–1888).